# Neve Ativ

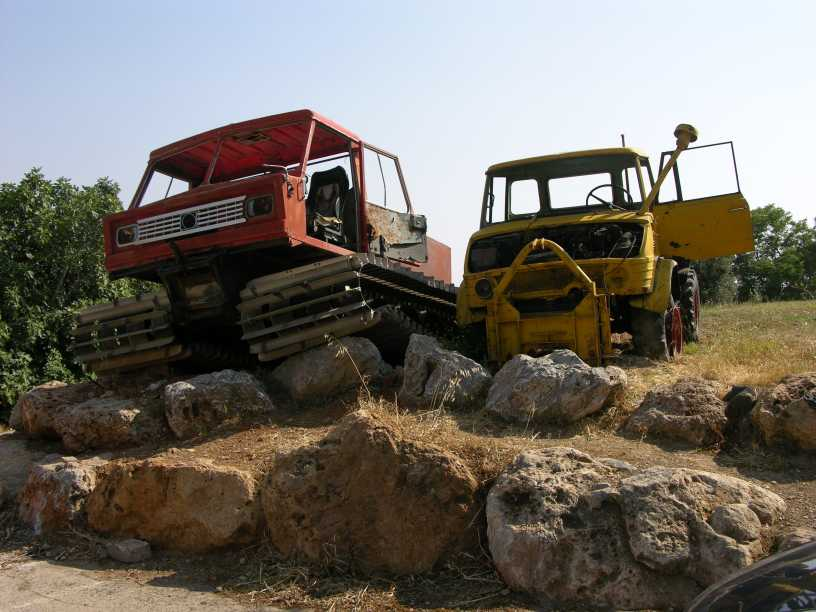
Máy trượt tuyết

Neve Ativ (tiếng Hebrew: נְוֵה אַטִי"ב), Là một khu định cư Israel kiểu Alpine và moshav trong Cao nguyên Golan. Nằm trên sườn núi Hermon, 2 kilômét (1,2 mi) phía tây Majdal Shams. nó thuộc thẩm quyền của Hội đồng khu vực Golan. Năm 2017 nó có dân số 118. [1]
Cộng đồng quốc tế coi các khu định cư của người Israel ở Cao nguyên Golan là bất hợp pháp theo luật pháp quốc tế, nhưng chính phủ Israel tranh chấp điều này.

## Khu nghỉ dưỡng trượt tuyết
Ngành công nghiệp chính của moshav là du lịch. Neve Ativ vận hành khu nghỉ mát trượt tuyết Mount Hermon gần đó, có 25 kilômét (16 mi) trượt tuyết chạy trên sườn dốc của 9.232 foot (2.814 m) - Núi Hermon ở mực nước biển. Khu nghỉ mát đã bị phá hủy trong Chiến tranh Yom Kippur năm 1973, nhưng mở cửa trở lại vào năm sau.
Frank Riley đã viết trên tờ Los Angeles Times năm 1981: "Đây là một ngọn núi và một trải nghiệm nên xảy ra ít nhất một lần trong đời của mỗi người trượt tuyết."  Mùa trượt tuyết kéo dài trung bình ba tháng (tháng 12 tháng 12). Trong một ngày cuối tuần vào tháng 1 năm 2000, trang web trượt tuyết có 11.000 du khách. Cuối tháng đó, các nhà lãnh đạo của Neve Ativ bày tỏ hy vọng biến khu nghỉ dưỡng trượt tuyết thành một liên doanh giữa Israel và Syria, với các sườn dốc trượt tuyết ở hai bên đường ngừng bắn.

## Lịch sử
Israel và Syria đã chiến đấu trong các trận đánh lớn trong khu vực vào năm 1967 và 1973, và đây vẫn là một vị trí quân sự chiến lược. Neve Ativ được xây dựng trên vùng đất của ngôi làng Jubata ez-Zeit của Syria bị phá hủy. Nó được thành lập vào năm 1972, khi khu vực Golan là một phần của Chính quyền quân sự Israel, được quản lý bởi hệ thống chiếm đóng quân sự. Cái tên Ativ là từ viết tắt của bốn người lính ngã xuống từ Đơn vị Trinh sát Egoz bị giết trong trận chiến ở Golan: A vraham Hameiri, T uvia Ellinger, Y air Elegarnty và B inyamin Hadad. Neve có nghĩa là Oasis.
Năm 1981, khu vực Golan bị Israel đơn phương sáp nhập, bãi bỏ hệ thống chiếm đóng quân sự và áp đặt sự cai trị dân sự của Israel đối với khu vực này. Vào tháng 11 năm 1996, một phòng ăn trong khu định cư đã bị đốt cháy và các bức tường trên tòa nhà có "Down With the Occupation" và "Golan Belongs to Syria" đã vẽ lên chúng. Druze Pro-Syria được cho là đứng đằng sau nó.